# 1957 في الأرجنتين
فيما يلي قوائم الأحداث التي وقعت خلال عام 1957 في الأرجنتين.

## رياضة
- 1 يناير – دوري الدرجة الأولى الأرجنتيني 1957 الفائز ريفر بليت.
- 13 يناير – جائزة الأرجنتين الكبرى 1957 الفائز خوان مانويل فانجيو.

## مواليد

### يناير
- 1 يناير – إليزابيث آيكهورن نحاتة أرجنتينية.
- 1 يناير – روث فاين[1]
- 1 يناير – فيفيانا ألدر
- 9 يناير – دومينغو فرنانديز سياسي أرجنتيني.
- 16 يناير – ريكاردو دارين ممثل أرجنتيني.

### فبراير
- 7 فبراير – غوستافو سانتوس سياسي أرجنتيني.
- 24 فبراير – روبرتو إستيفيه جندي أرجنتيني.
- 27 فبراير – روبرتو كارلوس ماريو غوميز مدرب، ولاعب كرة قدم أرجنتيني.[2]

### مارس
- 1 يوليو – مارسيلو كامبو لاعب اتحاد الرغبي أرجنتيني.
- 3 مارس – أنخيل سانشيز حكم كرة قدم أرجنتيني.
- 6 مارس – خوان رولدان ملاكم أرجنتيني.
- 6 مارس – خوسيه راؤول إغليسياس لاعب كرة قدم أرجنتيني.
- 21 مارس – ريكاردو ألونسو لاعب كرة قدم أرجنتيني.

### أبريل
- 8 أبريل – أرييل فرنانديز
- 12 أبريل – ميغيل بيريرا مخرج أفلام أرجنتيني.[3]
- 24 أبريل – ساندرا ميهانوفيتش مغنية أرجنتينية.
- 30 أبريل – هيكتور زيلادا لاعب كرة قدم أرجنتيني.[4]

### يونيو
- 8 يونيو – أليخاندرو ليرنير موسيقي أرجنتيني.
- 30 يونيو – دانييل كامبورا لاعب شطرنج أرجنتيني.

### يوليو
- 1 يوليو – مارسيلو كامبو لاعب اتحاد الرغبي أرجنتيني.
- 19 يوليو – روبرتو فابريتسيو
- 30 يوليو – نيري ألبرتو بومبيدو مدرب، ولاعب كرة قدم أرجنتيني.[5]

### أغسطس
- 8 أغسطس – كارلوس تروشو لاعب كرة قدم بوليفي.

### سبتمبر
- 8 سبتمبر – ريكاردو مونتانير موسيقي فنزويلي.
- 26 سبتمبر – ريكاردو فورستر فيلسوف أرجنتيني.
- 27 سبتمبر – كاتيا أليمان

### أكتوبر
- 9 أكتوبر – راؤول مارتين كهنوت أرجنتيني.

## وفيات

### يناير
- 14 يناير – إيرين كابا ألبا (مواليد 1905)[6]

### يوليو
- 21 يوليو – هارولد مايلز (مواليد 1899) لاعب كركيت من المملكة المتحدة.
- 29 يوليو – ريكاردو روجاس (مواليد 1882) كاتب أرجنتيني.[7]

### سبتمبر
- 19 سبتمبر – نورما خيمينيز (مواليد 1930) ممثلة أرجنتينية.[8]

### ديسمبر
- 16 ديسمبر – خوسيه نيهين (مواليد 1905) لاعب كرة قدم أرجنتيني.